# Atlético de Bilbao 1966-1967
Questa voce raccoglie le informazioni riguardanti l'Atlético de Bilbao nelle competizioni ufficiali della stagione 1966-1967.

## Stagione
Come da politica societaria la squadra è composta interamente da giocatori nati in una delle sette province di Euskal Herria o cresciuti calcisticamente nel vivaio di società basche. In Primera División la squadra giunge settima. Nella Coppa del Generalísimo dopo aver eliminato il Recreativo Huelva al primo turno (doppia vittoria 3-0 e 0-1), il Las Palmas agli ottavi (vittoria 3-0 e sconfitta 1-0), l'Atlético Madrid nei quarti (0-2 e 1-1) ed il Córdoba in semifinale (doppia vittoria 0-1 e 2-0), l'Athletic perde la finale contro il Valencia per 2-1.
In Coppa delle Fiere 1966-1967 invece vengono eliminati dagli jugoslavi della Stella Rossa (sconfitta 5-0 e vittoria 2-0).

## Rosa
| N. |                   | Ruolo | Calciatore            |
| -- | ----------------- | ----- | --------------------- |
|    | Spagna (bandiera) | P     | José Ángel Iribar     |
|    | Spagna (bandiera) | P     | Juan Manuel Zamora    |
|    | Spagna (bandiera) | P     | Juan Antonio Deusto   |
|    | Spagna (bandiera) | D     | Iñaki Sáez            |
|    | Spagna (bandiera) | D     | José Ramón Betzuen    |
|    | Spagna (bandiera) | D     | Luis María Etxeberria |
|    | Spagna (bandiera) | D     | Larrauri              |
|    | Spagna (bandiera) | D     | Ramón Senarriaga      |
|    | Spagna (bandiera) | D     | José María Cenitagoya |
|    | Spagna (bandiera) | D     | José María Orúe       |
|    | Spagna (bandiera) | D     | Jesús Aranguren       |
|    | Spagna (bandiera) | D     | Raúl                  |
|    | Spagna (bandiera) | C     | Luis María Zugazaga   |

| N. |                   | Ruolo | Calciatore           |
| -- | ----------------- | ----- | -------------------- |
|    | Spagna (bandiera) | C     | Koldo Aguirre        |
|    | Spagna (bandiera) | C     | Ignacio Arroyo       |
|    | Spagna (bandiera) | C     | José Manuel Urra     |
|    | Spagna (bandiera) | C     | José María Argoitia  |
|    | Spagna (bandiera) | C     | Nicolás Estéfano     |
|    | Spagna (bandiera) | C     | Juan María Zorriketa |
|    | Spagna (bandiera) | C     | Enrique Arraiz       |
|    | Spagna (bandiera) | A     | Fidel Uriarte        |
|    | Spagna (bandiera) | A     | Javier Ormaza        |
|    | Spagna (bandiera) | A     | Pedro Lavín          |
|    | Spagna (bandiera) | A     | Antón Arieta         |
|    | Spagna (bandiera) | A     | Txetxu Rojo          |

## Risultati

### Coppa del Generalissimo
| Arbitro: | Jaime Oliva |

|                      |           |              |
| Jara 45’ Paquito 55’ | Marcatori | 63’ Argoitia |

### Coppa delle Fiere
| Arbitro: | Bircsak |

|                                                             |           |  |
| Mihajlović 30’ Džajić 40’, 58’ (rig.) Ostojić 76’ Melić 87’ | Marcatori |  |

| Arbitro: | Barde |

|                   |           |  |
| Estéfano 54’, 88’ | Marcatori |  |

## Statistiche

### Statistiche dei giocatori
| Giocatore       | Primera División | Primera División | Coppa del Generalissimo | Coppa del Generalissimo | Coppa delle Fiere | Coppa delle Fiere | Totale   | Totale |
| Giocatore       | Presenze         | Reti             | Presenze                | Reti                    | Presenze          | Reti              | Presenze | Reti   |
| --------------- | ---------------- | ---------------- | ----------------------- | ----------------------- | ----------------- | ----------------- | -------- | ------ |
| J. Aranguren    | 15               | 0                | 5                       | 0                       | 2                 | 0                 | 22       | 0      |
| J.M. Argoitia   | 22               | 11               | 9                       | 5                       | 0                 | 0                 | 31       | 16     |
| A. Arieta (II)  | 28               | 9                | 9                       | 2                       | 2                 | 0                 | 39       | 11     |
| E. Arraiz       | 12               | 4                | 2                       | 0                       | 0                 | 0                 | 14       | 4      |
| I. Arroyo       | 14               | 1                | 0                       | 0                       | 2                 | 0                 | 16       | 1      |
| J.R. Betzuen    | 2                | 0                | 2                       | 0                       | 0                 | 0                 | 4        | 0      |
| J.M. Cenitagoya | 3                | 0                | 0                       | 0                       | 1                 | 0                 | 4        | 0      |
| J.A. Deusto     | 0                | -0               | 0                       | -0                      | 0                 | -0                | 0        | -0     |
| N. Estéfano     | 3                | 0                | 0                       | 0                       | 2                 | 2                 | 5        | 2      |
| L.M. Etxeberria | 29               | 0                | 9                       | 0                       | 2                 | 0                 | 40       | 0      |
| J.A. Iribar     | 30               | -36              | 9                       | -4                      | 2                 | -5                | 41       | -45    |
| Larrauri        | 28               | 0                | 9                       | 0                       | 2                 | 0                 | 39       | 0      |
| P. Lavín        | 13               | 1                | 0                       | 0                       | 1                 | 0                 | 14       | 1      |
| Koldo Aguirre   | 23               | 5                | 0                       | 0                       | 2                 | 0                 | 25       | 5      |
| J. Ormaza       | 3                | 0                | 0                       | 0                       | 0                 | 0                 | 3        | 0      |
| J.M. Orué       | 21               | 0                | 9                       | 0                       | 1                 | 0                 | 31       | 0      |
| Raúl            | 0                | 0                | 0                       | 0                       | 0                 | 0                 | 0        | 0      |
| T. Rojo         | 12               | 0                | 5                       | 2                       | 0                 | 0                 | 17       | 2      |
| I. Sáez         | 12               | 0                | 9                       | 1                       | 0                 | 0                 | 21       | 1      |
| R. Senarriaga   | 2                | 0                | 0                       | 0                       | 0                 | 0                 | 2        | 0      |
| F. Uriarte      | 17               | 8                | 9                       | 3                       | 0                 | 0                 | 26       | 11     |
| J.M. Urra       | 6                | 0                | 0                       | 0                       | 1                 | 0                 | 7        | 0      |
| J.M. Zamora     | 0                | -0               | 0                       | -0                      | 0                 | -0                | 0        | -0     |
| J.M. Zorriketa  | 22               | 4                | 5                       | 1                       | 1                 | 0                 | 28       | 5      |
| L.M. Zugazaga   | 14               | 0                | 8                       | 0                       | 0                 | 0                 | 22       | 0      |